# Fredrik Oppegård
Fredrik Oppegård (Oslo, 7 de agosto de 2002) es un futbolista noruego que juega de defensa en el A. J. Auxerre de la Ligue 1.

## Trayectoria
Nacido en Oslo, pasó su carrera en el KFUM y en el Vålerenga Fotball, antes de fichar por el club neerlandés PSV Eindhoven, donde debutó como profesional. En enero de 2023 se marchó para jugar cedido en el Go Ahead Eagles seis meses.

## Selección nacional
Ha representado a Noruega en el ámbito internacional juvenil.

## Estadísticas

### Clubes
Actualizado al último partido disputado el 5 de noviembre de 2024.
| Club                           | Div.          | Temporada     | Liga  | Liga  | Copas nacionales | Copas nacionales | Copas internacionales | Copas internacionales | Total | Total |
| Club                           | Div.          | Temporada     | Part. | Goles | Part.            | Goles            | Part.                 | Goles                 | Part. | Goles |
| ------------------------------ | ------------- | ------------- | ----- | ----- | ---------------- | ---------------- | --------------------- | --------------------- | ----- | ----- |
| Jong PSV · Países Bajos        | 2.ª           | 2020-21       | 24    | 1     | ―                | ―                | ―                     | ―                     | 24    | 1     |
| Jong PSV · Países Bajos        | 2.ª           | 2021-22       | 17    | 0     | ―                | ―                | ―                     | ―                     | 17    | 0     |
| Jong PSV · Países Bajos        | 2.ª           | 2022-23       | 7     | 0     | ―                | ―                | ―                     | ―                     | 7     | 0     |
| PSV Eindhoven · Países Bajos   | 1.ª           | 2020-21       | 1     | 0     | 0                | 0                | 0                     | 0                     | 2     | 0     |
| PSV Eindhoven · Países Bajos   | 1.ª           | 2021-22       | 1     | 0     | 1                | 0                | 1                     | 0                     | 2     | 0     |
| PSV Eindhoven · Países Bajos   | 1.ª           | 2022-23       | 3     | 0     | 0                | 0                | 3                     | 0                     | 6     | 0     |
| Go Ahead Eagles · Países Bajos | 1.ª           | 2022-23       | 8     | 0     | 1                | 0                | ―                     | ―                     | 9     | 0     |
| Go Ahead Eagles · Países Bajos | Total club    | Total club    | 8     | 0     | 1                | 0                | 0                     | 0                     | 9     | 0     |
| Jong PSV · Países Bajos        | 2.ª           | 2023-24       | 12    | 0     | ―                | ―                | ―                     | ―                     | 12    | 0     |
| PSV Eindhoven · Países Bajos   | 1.ª           | 2023-24       | 0     | 0     | 0                | 0                | 1                     | 0                     | 2     | 0     |
| Heracles Almelo · Países Bajos | 1.ª           | 2023-24       | 15    | 0     | —                | —                | —                     | —                     | 15    | 0     |
| Heracles Almelo · Países Bajos | Total club    | Total club    | 15    | 0     | 0                | 0                | 0                     | 0                     | 15    | 0     |
| Jong PSV · Países Bajos        | 2.ª           | 2024-25       | 1     | 0     | ―                | ―                | ―                     | ―                     | 1     | 0     |
| Jong PSV · Países Bajos        | Total club    | Total club    | 61    | 1     | 0                | 0                | 0                     | 0                     | 61    | 1     |
| PSV Eindhoven · Países Bajos   | 1.ª           | 2024-25       | 4     | 0     | 1                | 0                | 1                     | 0                     | 6     | 0     |
| PSV Eindhoven · Países Bajos   | Total club    | Total club    | 9     | 0     | 2                | 0                | 6                     | 0                     | 19    | 0     |
| Total carrera                  | Total carrera | Total carrera | 93    | 1     | 3                | 0                | 6                     | 0                     | 102   | 1     |